# Habitación doble
Habitación doble  è il terzo album in studio del gruppo musicale statunitense Ha*Ash, pubblicato il 1º agosto 2008 dalla Sony Music.

## Tracce
Edizione Standard
1. Hasta que llegaste tú – 3:13 (Ashley Grace, Hanna Nicole, Rafael Vergara)
2. Te dejo – 3:47 (Gian Marco)
3. No te quiero nada – 4:12 (Áureo Baqueiro)
4. Lo que yo sé de ti – 3:46 (Ashley Grace, Hanna Nicole, Leonel García)
5. Vamos a llamarlo amor – 3:48 (Áureo Baqueiro, Salvador Rizo)
6. Already Home (feat. Brandi Carlile) – 4:02 (Ashley Grace, Hanna Nicole, Blair Daly, Troy Verges)
7. Tú y yo volvemos al Amor – 4:39 (Cristóbal Sánsano)
8. A media luz – 3:23 (Barbara Munoz, Claudia Brant, Rafael Esparza)
9. Esta mujer – 4:56 (Ashley Grace, Hanna Nicole, Leonel García)
10. Malas costumbres (Real Bad Habit) – 3:05 (Ashley Grace, Hanna Nicole, Bryan Keith, Don Goodman)
11. Aunque no estés aquí (Navigate By the Stars) – 4:03 (Ashley Grace, Hanna Nicole, Ernesto Lira, Hugo Lira)

Edizione Speciale (CD + DVD)
- CD

1. Labios partidos – 4:17 (Raul Ornelas, Cesar Lazcano Malo)
2. Me niego a olvidarte – 4:08 (Erika Ender, Rafael Esparza)
3. Punto final – 3:47 (Ashley Grace, Hanna Nicole, Erika Ender)
4. Already Home (spanish) – 3:59 (Ashley Grace, Hanna Nicole)

- DVD

1. Qué hago yo? (Video)
2. Lo que yo sé de ti (Video)
3. No te quiero nada (Video)
4. Qué hago yo? (Making Off)
5. Lo que yo sé de ti (Making Off)
6. No te quiero nada (Making Off)
7. Documentary Film
8. Pics

## Classifiche
| Classifica (2008)              | Posizione massima |
| ------------------------------ | ----------------- |
| Messico (AMPROFON)             | 6                 |
| Stati Uniti (Latin Pop Albums) | 14                |